# 두바이 박물관

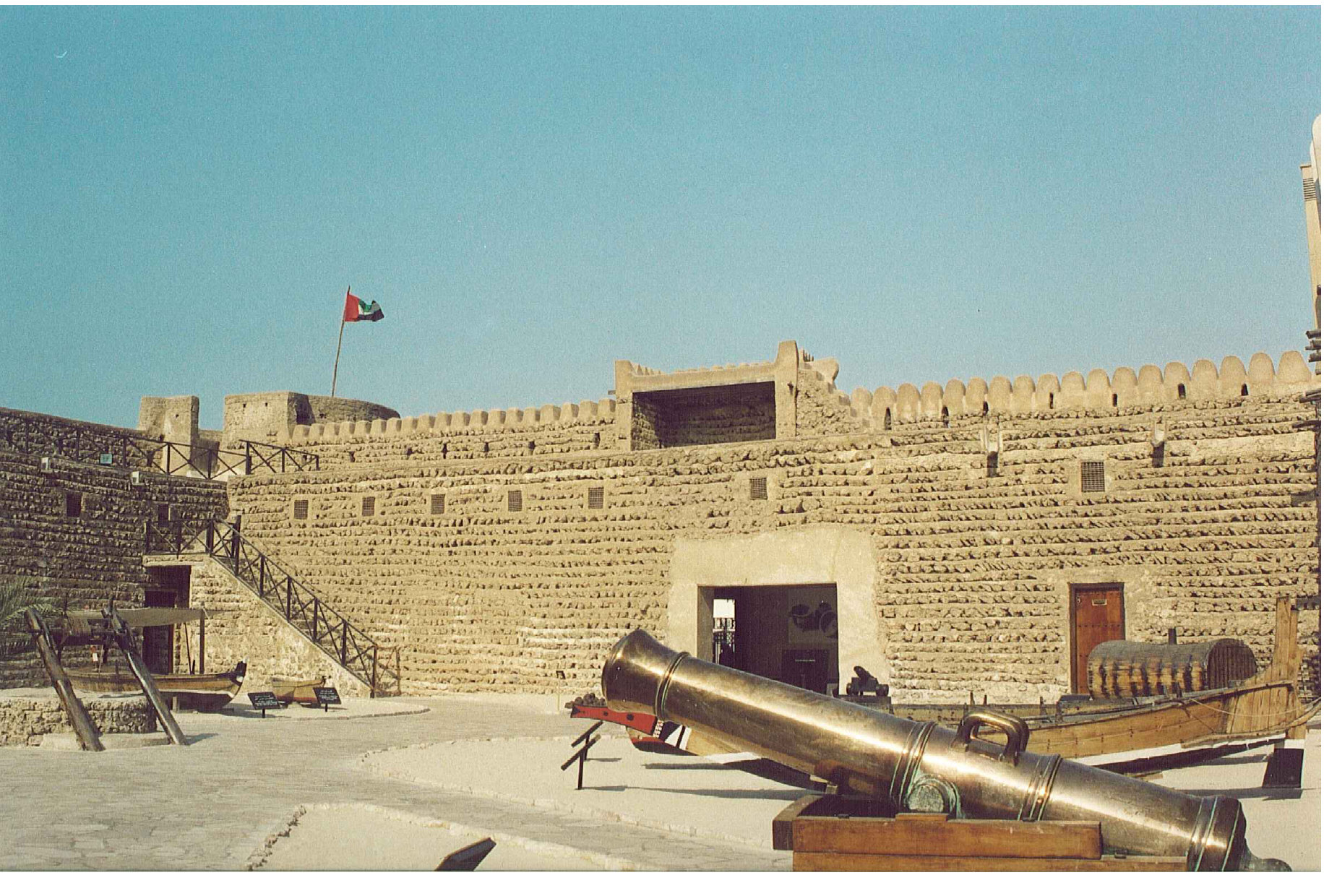
두바이 박물관

두바이 박물관(아랍어: متحف دبي)은 아랍에미리트 두바이 알파히디 요새에 있는 박물관이다. 1787년에 지어졌다. 박물관으로서 개관한 것은 1971년이다.